# Okręg wyborczy Southwark North

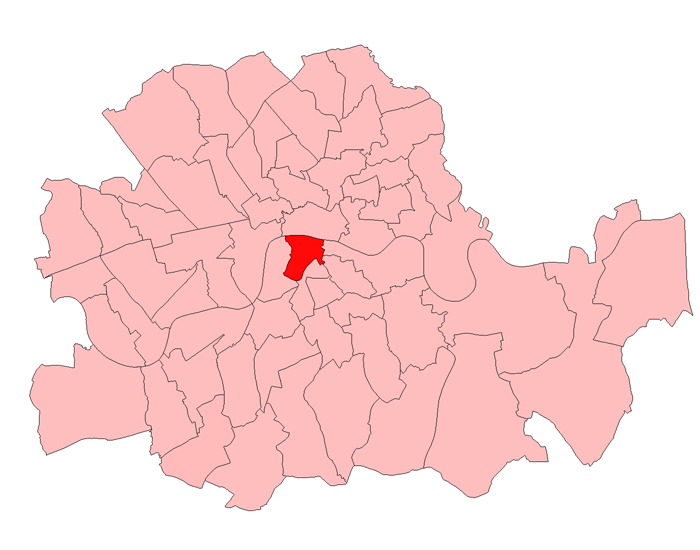
Mapa przedstawiająca granice okręgu wyborczego na tle północnego Londynu

Okręg wyborczy Southwark North powstał w 1918 r. i wysyłał do brytyjskiej Izby Gmin jednego deputowanego. Okręg obejmował północną część okręgu miejskiego Southwark w południowym Londynie. Został zlikwidowany w 1950 r.

## Deputowani do brytyjskiej Izby Gmin z okręgu Southwark North
- 1918–1923: Edward Strauss, Partia Liberalna
- 1923–1927: Leslie Haden-Guest, Partia Pracy
- 1927–1929: Edward Strauss, Partia Liberalna
- 1929–1931: George Isaacs, Partia Pracy
- 1931–1939: Edward Strauss, Narodowa Partia Liberalna
- 1939–1950: George Isaacs, Partia Pracy